# Dendropicos elliotii
Dendropicos elliotii là một loài chim trong họ Picidae.